# 柯博文
柯博文（英語：Optimus Prime），在1984年的《變形金剛》G1動畫登場的虛構角色，為博派的最高指揮官，也是一位至尊級領導者，身高6公尺。本文主要在介紹在G1動畫中登場的柯博文，其他版本的柯博文請見柯博文（其他版本）。

## 漫威漫畫世界觀

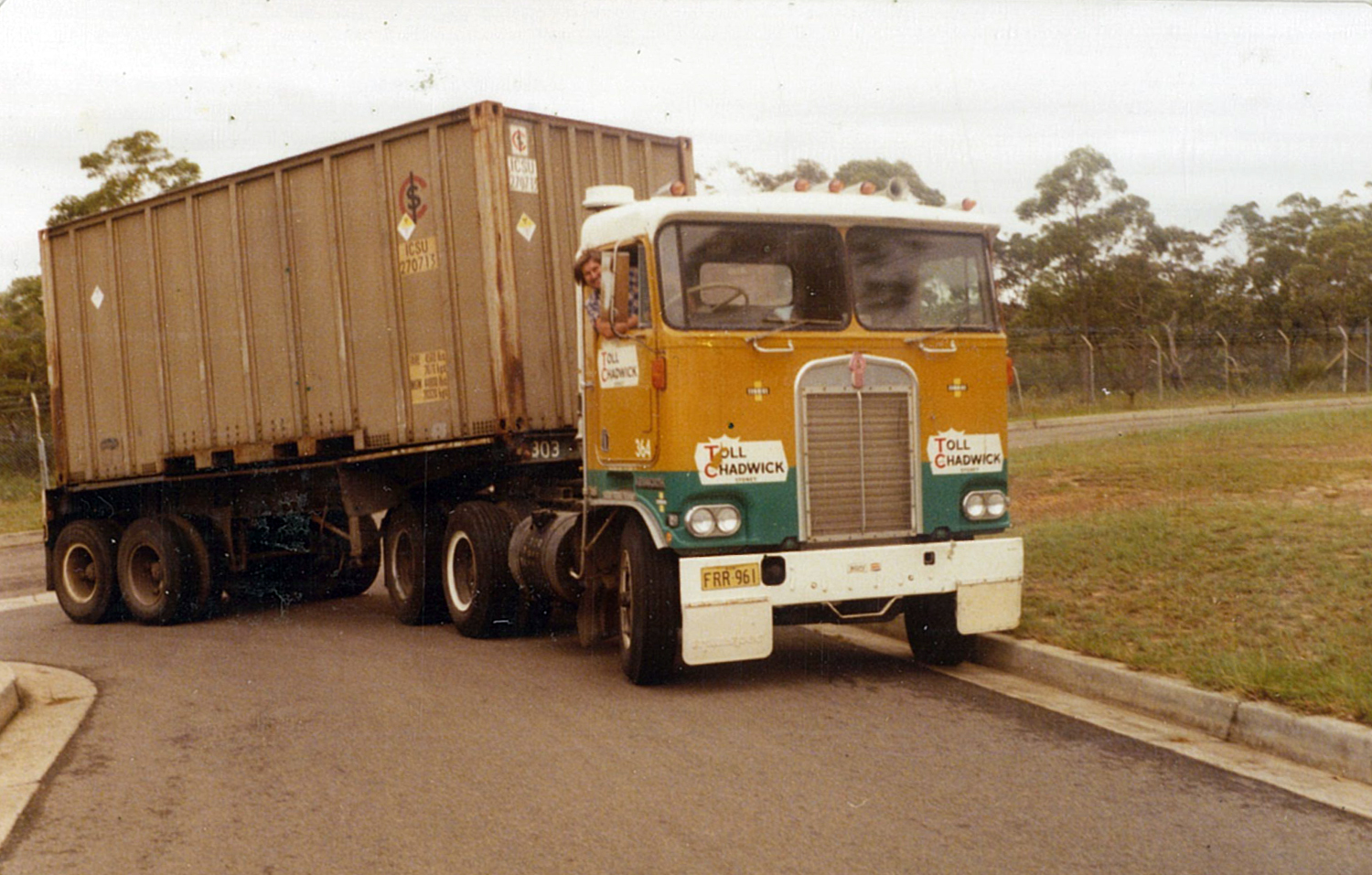
柯博文變形的卡車原型是Kenworth K100

漫威漫畫中，在賽博坦內戰期間，博派的領導者警戒至尊（Sentinel Prime）戰死，他在臨死前將母體交給了柯博文，並由他來接任新的領導者。因此柯博文成為了首位軍人出身的博派領導者。

### Generation 1
在1990年的時候，宇宙大帝來到了元始天尊（Primus）所沉眠的賽博坦星，準備毀滅該星，與柯博文及撒克巨人所組成的賽博坦聯軍發生戰鬥。但是卻將聯軍打得落花流水，且造成了許多傷亡，包括了英勇戰死的撒克巨人。其中被所控制的雷翼帶著母體回來攻擊宇宙大帝，但因為母體變質的關係而遭擊敗。在戰鬥接近尾聲時，宇宙大帝變成了行星形態，準備吞食賽博坦星。但是取回了母體的柯博文，雙手握著母體飛入了宇宙大帝的身體中，讓母體的神聖光芒照射宇宙大帝身體的內部而造成了宇宙大帝的身體爆炸，而柯博文也被爆炸所潑及，最後傷重不治而死亡。
但是隨後藉由終極博派（Last Autobot）的力量復活，並協助由鋼鎖（Grimlock）所率領的博派部隊贏得了Klo星戰役。

## Sunbow世界觀
Sunbow是最初負責G1動畫製作的動畫公司，此處的「Sunbow世界觀」即是指從1984年開始播放的電視動畫系列及其續作。

### 第一季至第二季
柯博文原本叫做奧萊恩派斯（Orion Pax，又譯奧利安‧派克斯），是一位在九百万年前賽博坦黃金時代的倉庫工人。他有一位叫做艾瑞兒（Ariel）的女友與一位叫做戴恩（Dion）的好友。而他很景仰一位稱為密卡登的新式變形金剛。有一天，密卡登來找他借倉庫，而他也答應了，但是沒想到這是一個陰謀。密卡登想在此掀起戰爭，這便是賽博坦內戰的開端。艾瑞兒與戴恩紛紛受到攻擊而重傷，最後連奧萊恩也受了重傷。後來他被回到過去的飛空派（Aerialbots）所救，並將他帶去找鈦師傅（Alpha Trion），阿法特利昂看中了他的潛力，並且將他改造成為柯博文，艾瑞兒則被改造為精英一號（Elita One，又譯艾莉塔）。
在四百万年前的時候，由於戰爭消耗了許多能源，因此他便率領著十幾名博派登上了方舟（Ark）到宇宙中尋找能源。但這個計畫被狂派所發現，因此密卡登率領著一組狂派團隊登上了復仇女神（Nemesis）前去追擊。在這場追擊的最後，兩架船艦紛紛墜落到了地球，方舟撞入了火山，復仇女神則墜落到了大西洋中。由於當時的衝擊力道過於強烈，雙方都受了重傷造成身體的毀損而失去了意識，進入了停滯狀態。四百万年後的1984年，因為火山的爆發，導致方舟的主電腦電訊一號（Teletraan I）重新啟動，並且甦醒了所有的狂派。當狂派正要離去時，红蜘蛛的一發作為「餞別禮」的攻擊所造成的岩石崩落，讓柯博文被震到了修復光線中而甦醒，使得雙方的戰爭被帶到了地球來。

### 變形金剛大電影（Transformers: The Movie）
西元2005年的時候，賽博坦已經被狂派所完全佔領，博派則駐紮在賽博坦的兩顆衛星上，等待著奪回賽博坦的時機到來。而柯博文給予了藏鐵一個到地球一趟帶回能源的任務，但被密卡登發現，並且對地球上的博派展開了總攻擊。前來支援的柯博文與密卡登展開了一場殊死戰，結果不幸戰死，而密卡登也受了瀕死的重傷。至尊在臨終時，將母體交給了馬格斯，但是最後母體卻挑選了羅德作為博派的領導者。

### 第三季
昆塔莎星人曾一度將柯博文復活，以作為消滅博派的一個誘餌。洛迪文因此一度將母體取出，還給了柯博文。之後柯博文在一場因神智不清與洛迪文產生的戰鬥之後恢復意識，並且把母體放回洛迪文的胸口中，一個人開著太空船衝向昆塔莎星人的陷阱中英勇與敵人同歸於盡。
在最後兩集的時候，由於洛迪文至尊等人被憎恨之黑死病感染，殘存的博派成員救了一位沒有被感染的昆塔莎星人，請他把柯博文復活。柯博文復活之後與洛迪文至尊發生戰鬥，並順利取回母體。並於母體中神遊以尋找解決憎恨之黑死病的答案，醒來之後用母體的光芒照耀宇宙而順利的消滅了憎恨之黑死病。

## 日版世界觀
在日版世界觀中，日方的電視台自行製作並播映了專屬於日方獨有的版本，因此在劇情、角色和設定上都有些許差異。

### 《變形金剛：頭領戰士》
在頭領戰士中，柯博文為了阻止賽博坦星球的主電腦Vector Sigma之暴走而死，因此總司令官的位置再度由洛迪文至尊接任。

#### 頭領戰士漫畫版
劇中並沒有提及柯博文是否死亡，但是柯博文並無在故事後期登場。

### 《變形金剛：柯博文的復活》
故事中格蘭達斯（Grandus）及Sky Garry在宇宙中找到了G1柯博文的遺體，二人用來自《變形金剛 Z》中的神秘能量來源索迪亞克把G1柯博文復活，成為總司令官星辰柯博文（Star Convoy）。

### 《世代精選系列特別刊物》
在本系列中，G1柯博文以星辰柯博文的身分出場，被普萊瑪斯賦予具有創世力量的「白銀矩陣」，並以保護正史時間線為目標而和多股勢力戰鬥，像是雙重海神王合體金剛等等。之後揭露普萊瑪斯本人一開始給柯博文的白銀矩陣其實是驗品，他的真實目的是要透過掌握七色矩陣的力量以完成白銀矩陣、重啟一個「更好的」時間線。

## Dreamwave世界觀
警戒至尊戰死於一場與密卡登的戰鬥之後，一位名為奧普托尼斯（Optronix）的資料管理員被長老議會（Council of Ancients）召見並任命他為新一任的至尊，同時將母體托付給他，此時奧普托尼斯便進化成為了柯博文。

## 名稱

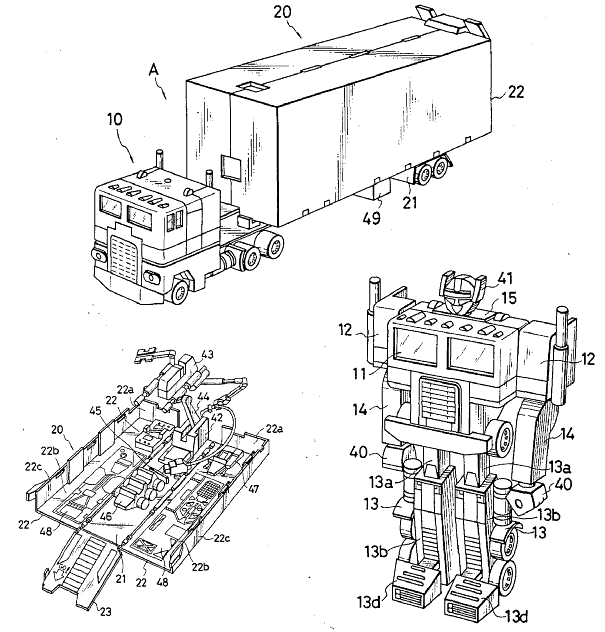
柯博文原型玩具

人型模式

卡車型態

- 柯博文的日文原名「Convoy」這個名字當初是源自於戴亞克隆的「Battle Convoy」，也就是柯博文的玩具前身產品之名稱。當初TAKARA因為擔心「Optimus Prime」對日本的小朋友來說過於複雜且難記住，因此就從Battle Convoy的名字取了Convoy作為柯博文的日本名稱。[13]日本版的G2劇情中，柯博文於後半段透過母體強化之後，稱為「戰鬥柯博文（Battle Convoy）（バトルコンボイ）」。[14]
- 是源自於港譯「柯博文」，一般不理解粵語的人誤解「柯博文」是「Convoy」的音譯，但用粵語來念「柯博文」的話會和「Optimus Prime」的縮寫「Op·Prime」讀音相似。
- 臺灣最早播出G1卡通動畫時，柯博文的名字是「無敵鐵牛」（原文全名Optimus Prime）或簡稱「鐵牛」（對應Optimus）。卡通於1990年代後半重播時則使用了「至尊」或是「普萊姆」，較接近於英文「Prime」原意。在2004年展開超能連結產品線時，臺灣的變形金剛玩具代理權由香港孩之寶取得，所以名稱使用了香港譯名「柯博文」，同時也是現在臺灣平面媒體上普遍使用「柯博文」的先例。
- 由於，東森幼幼台在播放《變形金剛：銀河之力》時將「Galaxy Convoy」翻譯成「柯博文」，加上受到2007年電影版角色譯名之影響，多數玩家與商家即以「柯博文 = Optimus Prime = Convoy」的觀點看待，並無特別區分「Optimus Prime」和「Convoy」。
- 雖然香港孩之寶在臺灣的分部雖已經於平面媒體上通用「柯博文」之譯名，但仍有部分雜誌與玩家使用既有的名稱如「鐵牛」或「至尊」（如台灣青文出版社相關刊物），或者甚至是使用CONVOY的直譯「康寶」。也有部分玩家不習慣這些譯名或是為了避免造成混淆而直接使用英文原名「Optimus Prime」或日本原名「Convoy」稱呼。
- 則是由香港孩之寶所指定的中國大陸譯名。[15]

## 註記
- 驚奇漫畫版曾指出柯博文具有自美國第16任總統亞伯拉罕·林肯的性格。[16]
- 部分臺灣和香港的粉絲常以「文哥」來作為柯博文的暱稱。大陆網友一般由於受到上海電視台中文台詞的影響而會暱稱柯博文為「大哥」。